# 250 nm 공정
250 nm(나노미터) 공정 또는 0.25 µm(마이크로미터) 공정은 회로선 폭이 250 nm인 반도체를 다루는 공정 기술 수준을 말한다.
250nm CMOS 공정은 1987년 카사이 나오키가 주도하는 일본의 NEC 연구팀에 의해 증명되었다.

## 250 나노미터 제조 공정을 적용한 제품
- 1999년에 상업용으로 만들어진 알파 프로세서 21264A.
- 1998년 5월 28일 공개된 AMD K6-2 마이크로프로세서의 Chomper와 Chomper Extended.
- AMD K6-III 마이크로프로세서의 샤프투스.
- 1997년 8월 공개된 모바일 펜티엄 MMX 틸라무크.
- 펜티엄 II 마이크로프로세서의 데슈츠.
- 펜티엄 III 마이크로프로세서의 카트마이.
- 세가가 발매한 가정용 게임기 드림캐스트의 CPU와 GPU.
- 초창기 플레이스테이션 2의 이모션 엔진 CPU.